# (1100) Arnica
(1100) Arnica és un asteroide pertanyent al cinturó d'asteroides descobert el 22 de setembre de 1928 per Karl Wilhelm Reinmuth des de l'observatori de Heidelberg-Königstuhl, Alemanya.
Inicialment es va designar com 1928 SD. Posteriorment va ser nomenat per les arniques, una planta de la família de les asteràcies.
Arnica està situat a una distància mitjana de 2,898 ua del Sol, podent allunyar-se'n fins a 3,096 ua i acostar-s'hi fins a 2,701 ua. La seva inclinació orbital és 1,035° i l'excentricitat 0,06807. Triga a completar una òrbita al voltant del Sol 1802 dies.
Arnica forma part de la família asteroidal de Coronis.